# Lappkulltjärnen
Lappkulltjärnen är en sjö i Hudiksvalls kommun i Hälsingland och ingår i Delångersåns huvudavrinningsområde. Sjön har en area på 0,0383 kvadratkilometer och ligger 210,3 meter över havet. Sjön avvattnas av vattendraget Begstjärnsbäcken.

## Delavrinningsområde
Lappkulltjärnen ingår i det delavrinningsområde (686905-154765) som SMHI kallar för Mynnar i Norra Dellen. Medelhöjden är 181 meter över havet och ytan är 1,31 kvadratkilometer. Det finns inga avrinningsområden uppströms utan avrinningsområdet är högsta punkten. Begstjärnsbäcken som avvattnar avrinningsområdet har biflödesordning 2, vilket innebär att vattnet flödar genom totalt 2 vattendrag innan det når havet efter 61 kilometer. Avrinningsområdet består mestadels av skog (94 procent). Avrinningsområdet har 0,08 kvadratkilometer vattenytor vilket ger det en sjöprocent på 6,2 procent.